# Audi A5 8T
L'Audi A5 8T è la prima generazione dell'Audi A5, un'autovettura del segmento D prodotta dalla casa automobilistica tedesca Audi dal 2007 al 2016.

## Il contesto
Dopo 11 anni dall'uscita di produzione della Audi Coupé, l'Audi ha presentato al Salone dell'automobile di Ginevra del 2007 la A5. Si tratta di un'autovettura coupé di fascia alta nata per fare concorrenza principalmente alla BMW Serie 3 Coupé e alla Mercedes-Benz W207.
La Genesi della vettura avvenne nel 2003, quando al salone automobilistico di Ginevra venne presentata la concept car Nuvolari quattro. Si trattava di una coupé in configurazione 2+2 dotata di un propulsore V10 biturbo gestito da un cambio automatico a sei marce che usufruiva della tecnologia shift-by-wire. La potenza erogata era di 591 CV con coppia di 750 Nm. L'impianto di illuminazione sfruttava la tecnologia LED in tandem con un dispositivo ad infrarossi per adeguare la luminosità dei proiettori alle condizioni atmosferiche. Per la gestione delle varie funzionalità il mezzo si avvaleva di un sistema infotainment denominato MMI (Multi Media Interface).

## Design
L'auto è stata disegnata dall'italiano Walter de Silva ed è chiaro il family feeling con le altre auto della casa tedesca, soprattutto nel frontale con la calandra single frame e negli interni simili a quelli della Audi A4. Dal 2009 è presente nei listini anche una versione cabriolet, nata per sostituire la A4 cabriolet e una versione a 5 porte denominata Sportback.

## Motori e versioni

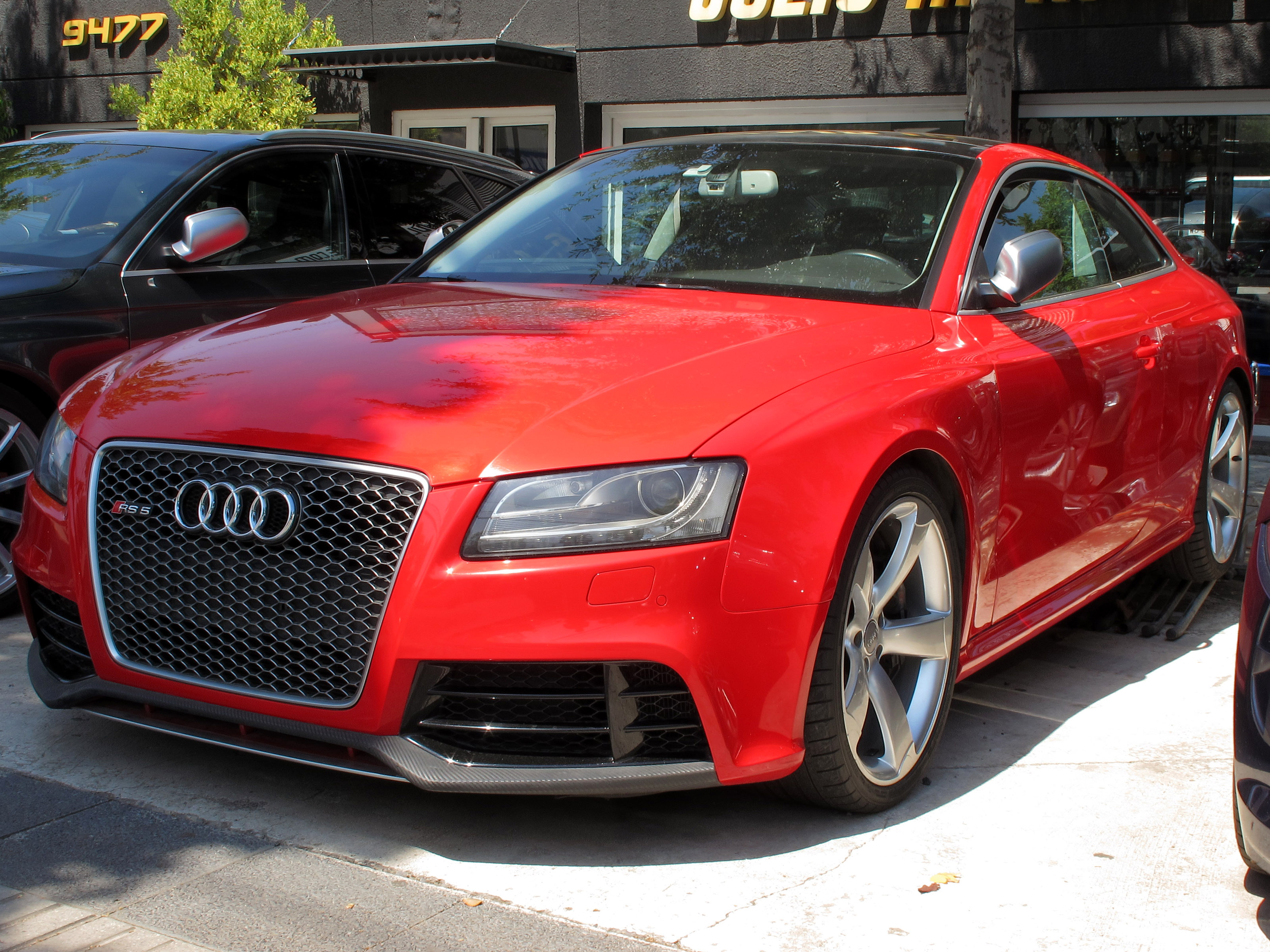
La versione sportiva RS5

Al momento della commercializzazione i motori disponibili sono il diesel 3,0 l TDI V6 che eroga 239 CV e 500 N·m tra i 1.500 e i 3.000 giri/min (il primo motore con tecnologia common rail del gruppo); la versione sportiva S5 è invece equipaggiata da un 4,2 l V8 a benzina da 354 CV e 440 N·m a 3.500 giri/min. Su entrambe la trazione è l'integrale "Quattro". Da agosto 2007 sono ordinabili anche i motori 3,2 FSI da 266 CV e 2,7 TDI da 190 CV; entrambi sono abbinati alla trazione anteriore e al cambio continuo Multitronic. In seguito si sono aggiunti, per i motori a benzina, anche il 4 cilindri 1,8 TFSI da 160 cv e il 2,0 TFSI in due versioni, 180 CV e 211 CV, quest'ultimo abbinabile anche alla trazione "Quattro". Sul fronte diesel è stato invece adottato anche il 2,0 TDI da 170 CV, abbinabile alla trazione "Quattro".
A marzo 2009 è uscito il modello cabriolet, con qualche piccola novità estetica, soprattutto nei fanali posteriori, mentre la versione sportiva S5 adotta il motore 3,0 V6 sovralimentato con compressore da 333 CV (già presente sulla S4) al posto del 4,2 V8 ancora presente sulla versione coupé.
Il 2 marzo 2010 è stata presentata al salone di Ginevra la versione al vertice della gamma, la sportiva Audi RS5. Dotata del motore V8 da 4,2 litri benzina a iniezione diretta, sviluppa una potenza di 450 CV a 8.250 giri al minuto con una coppia massima di 430 Nm tra i 4.000 e i 6.000 giri al minuto. La RS5 accelera da 0–100 km/h in 4.6 secondi, raggiungendo successivamente i 200 km/h in 15,9 secondi. Il consumo combinato è di 10,8 l/100 km mentre l'emissione combinata di CO2 è di 252 g/km.

### A5 Sportback

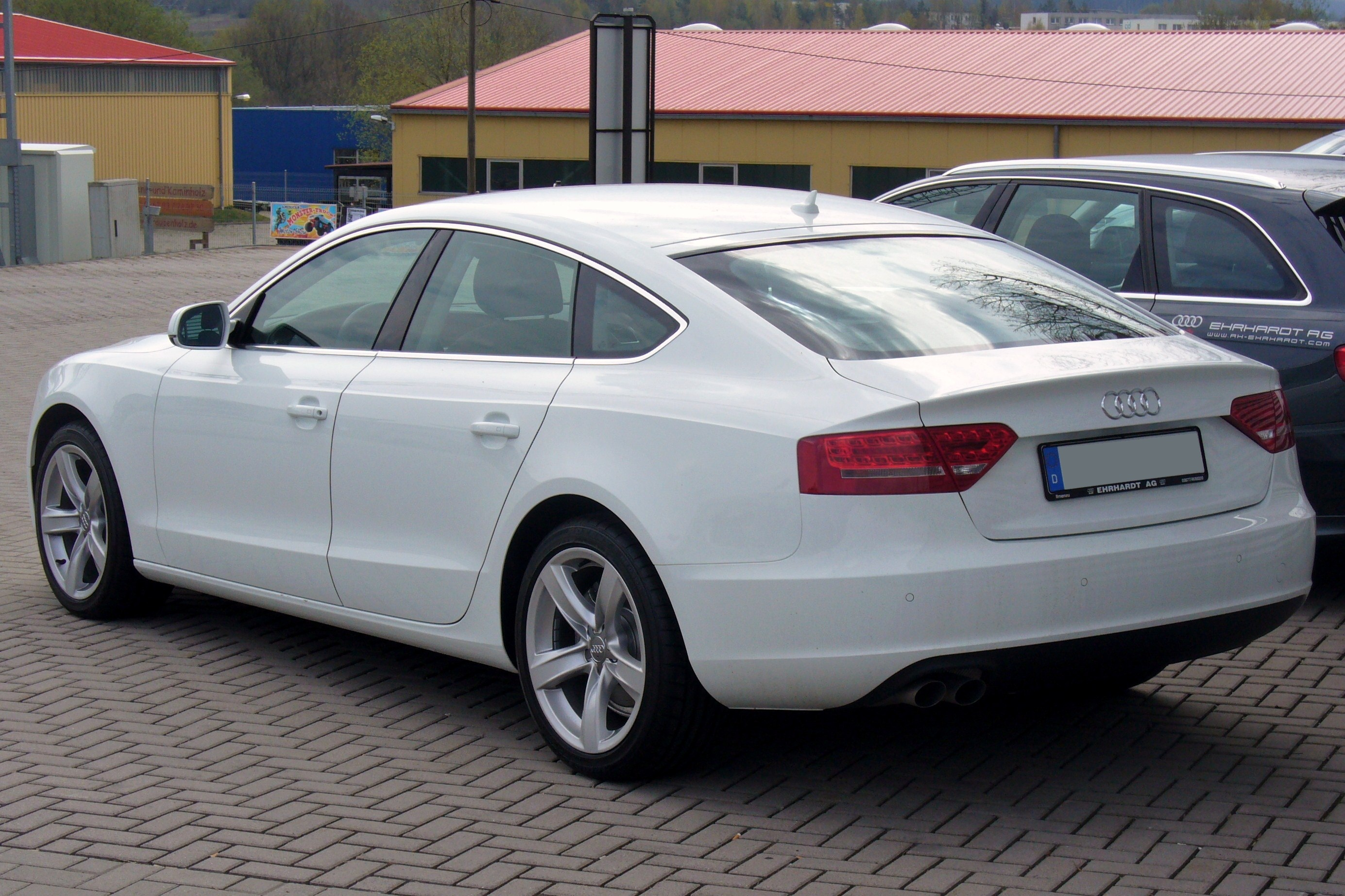
Audi A5 Sportback

Il 14 luglio 2009 è stata presentata la versione Sportback, coupé a 5 porte con portellone posteriore. Allungata rispetto alla A5 a 2 porte fino a toccare i 4,71 m, consente di avere un abitacolo più spazioso e permette a quattro adulti di viaggiare più comodamente rispetto alle altre A5, senza alterare complessivamente la linea originale. Principale novità in termini di design sono la comparsa di una terza vetratura laterale con il bordo curvo che tende a salire verso il tetto, mentre storicamente i finestrini posteriori delle Audi sono stati sempre lineari, seguendo l'andamento dei vetri anteriori. La linea del tetto è stata ribassata di 36 mm rispetto alla A4 berlina e il passo è di 2.810 mm. Le motorizzazioni benzina sono TFSI 211 CV e la 3,2 V6 quattro 265 CV. La motorizzazione turbodiesel è composta dalla 2,0 TDI 170 CV, dalla 2,7 TDI 190 CV e dalla 3,0 V6 TDI quattro 240 CV con trazione integrale "Quattro". Anche in questo caso la versione S5 utilizza il 3,0 V6 TFSI da 333 CV.

### Restyling 2011

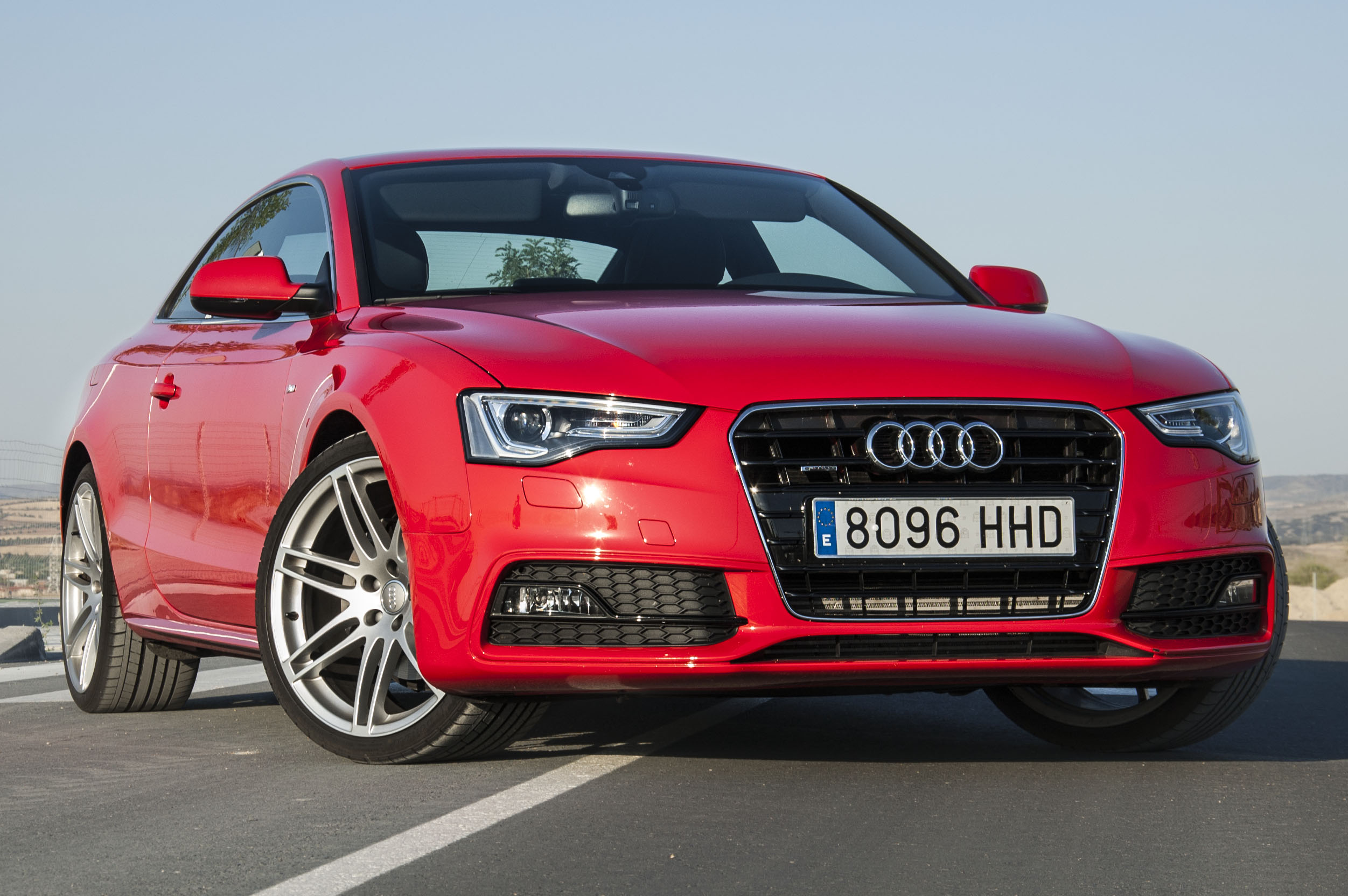
A5 restyling

Nel luglio 2011, Audi ha presentato la versione aggiornata di tutte le varianti di carrozzeria della A5, il cui lancio ufficiale è avvenuto il 5 novembre 2011. Esteticamente questa versione viene modificata nel frontale con nuovi fari dal diverso taglio e smussati nella parte finale e per la mascherina frontale Audi singole frame con i bordi superiori curvi come sulle altre Audi più moderne, nuove luci posteriori e all'interno cambiano volante e rivestimenti.
Con questo restyling il 3.0 TDI viene proposto nei due livelli di potenza da 150 kW (204 CV) e 180 kW (245 CV). Il V6 3.2 litri è stato rimosso dal listino ed è stato sostituito da un 3.0 TFSI con 200 kW (272 CV) e 400 Nm. Le prestazioni del 2.0 TDI sono state incrementate fino a 130 kW (177 CV) e 380 Nm, ed è ora disponibile anche con il cambio automatico. Il 1.8 TFSI eroga ora 125 kW (170 CV) invece dei precedenti 118 kW (160 CV).

## Motorizzazioni
| Modello                               | Disponibilità    | Motore  | Cilindrata cm³ | Potenza         | Coppia max (Nm) | Emissioni CO2 (g/km) | 0–100 km/h (secondi) | Velocità max (km/h) | Consumo medio (km/l) |
| 1.8 TFSI                              | dal debutto      | Benzina | 1798           | 125 kW (170 cv) | 320             | 134                  | 7.9                  | 230                 | 17.5                 |
| 2.0 TFSI Multitronic                  | dal 2011         | Benzina | 1984           | 155 kW (211 cv) | 350             | 140                  | 6.9                  | 240                 | 16.7                 |
| 2.0 TFSI quattro                      | dal debutto      | Benzina | 1984           | 155 kW (211 cv) | 350             | 159                  | 6.4                  | 246                 | 14.7                 |
| 2.0 TFSI quattro S Tronic             | dal 2011         | Benzina | 1984           | 155 kW (211 cv) | 350             | 159                  | 6.5                  | 245                 | 14.3                 |
| 3.0 TFSI quattro S Tronic             | dal 2011         | Benzina | 2995           | 200 kW (272 cv) | 400             | 190                  | 5.8                  | 250                 | 12.3                 |
| 3.2 V6 quattro                        | dal debutto      | Benzina | 3197           | 195 kW (265 cv) | 330             | 214                  | 6,1                  | 250                 | 12,5                 |
| S5 3.0 V6 TFSI quattro                | dal 2012         | Benzina | 2995           | 245 kW (333 cv) | 440             | 190                  | 4.9                  | 280                 | 12.3                 |
| RS5 4.2 V8 FSI quattro S Tronic       | dal 2010 al 2015 | Benzina | 4163           | 331 kW (450 cv) | 430             | 252                  | 4.6                  | 250                 | 9.2                  |
| 2.0 TDI 143                           | dal 2011         | Diesel  | 1968           | 105 kW (143 cv) | 320             | 126                  | 10.2                 | 210                 | 20.8                 |
| 2.0 TDI 177                           | dal debutto      | Diesel  | 1968           | 133 kW (177 cv) | 380             | 122                  | 8.2                  | 230                 | 21.3                 |
| 2.0 TDI quattro 177                   | dal 2011         | Diesel  | 1968           | 133 kW (177 cv) | 380             | 142                  | 8.5                  | 221                 | 18.5                 |
| 2.7 TDI Multitronic                   | dal debutto      | Diesel  | 2698           | 140 kW (190 cv) | 400             | 178                  | 7,6                  | 232                 | 16,1                 |
| 3.0 TDI V6 Multitronic                | dal debutto      | Diesel  | 2967           | 150 kW (204 cv) | 400             | 129                  | 7.1                  | 235                 | 20.4                 |
| 3.0 TDI V6 quattro S Tronic           | dal 2011         | Diesel  | 2967           | 180 kW (239 CV) | 500             | 149                  | 5.8                  | 250                 | 17.5                 |
| 3.0 TDI Clean Diesel quattro S Tronic | dal 2011         | Diesel  | 2967           | 180 kW (245 cv) | 500             | 149                  | 5.9                  | 250                 | 17.5                 |

## Attività sportiva

### RS5 DTM

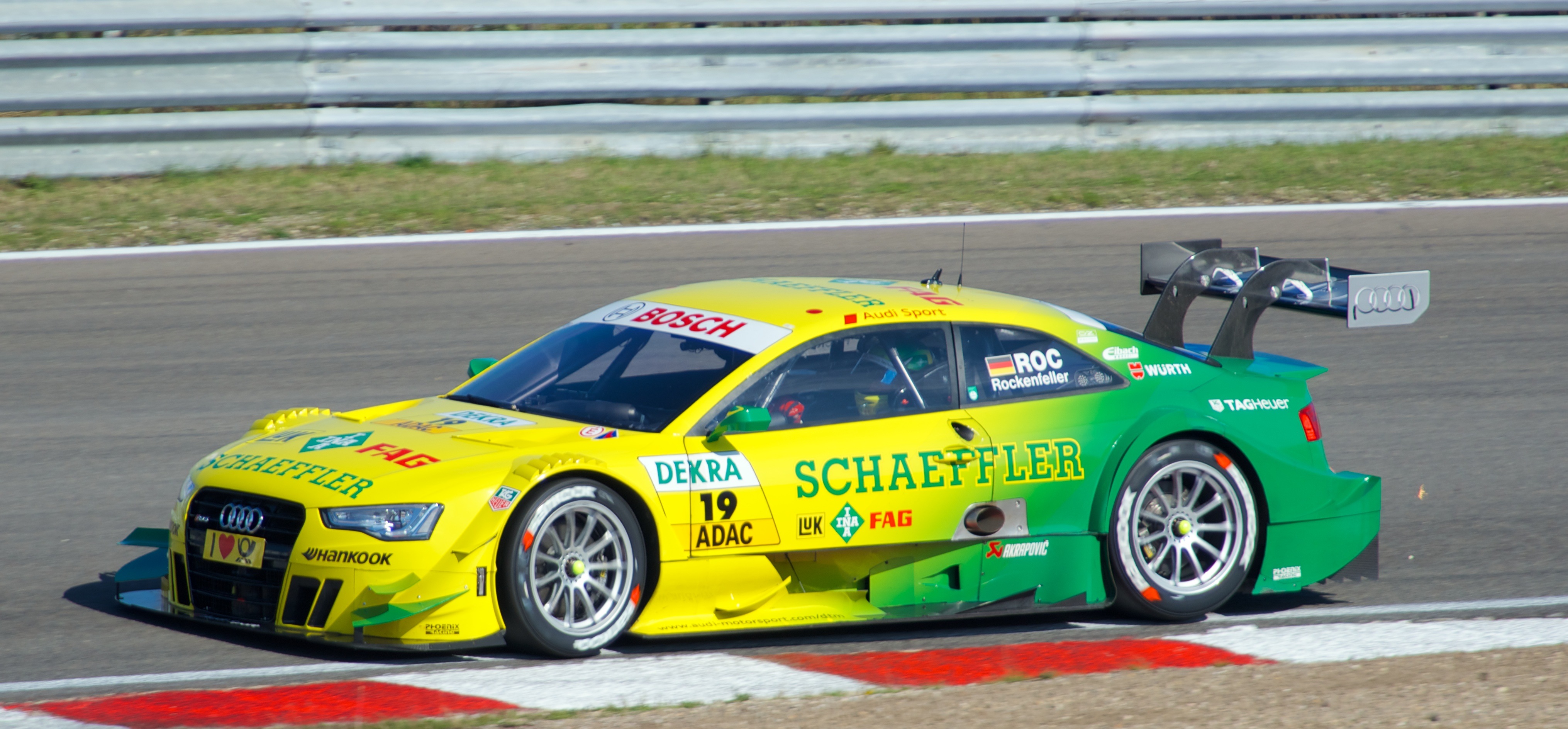
Audi RS5 DTM

Nel 2012 l'Audi decise di sostituire l'A4 che competeva nel DTM con l'A5. La versione progettata per le competizioni, pur riprendendo gran parte delle fattezze della vettura di serie, era in realtà un prototipo dotato di un telaio monoscocca in fibra di carbonio abbinato ad una gabbia di tubi in acciaio. I fianchi della vettura, per incrementarne la resistenza, sono stati realizzati in carbonio, zylon e rohacell. Per aumentare la sicurezza, il serbatoio del carburante è stato integrato all'interno del telaio. Come propulsore è stato installato un V8 da 460 CV di potenza abbinato ad un cambio a sei marce.
Nel 2013 la casa tedesca decise di sostituire l'A5 con la RS5 e di affidarla ai team Abt Sportsline, Phoenix e Rosberg. Le specifiche tecniche rimasero pressoché invariate rispetto al modello precedente.